# Sandro López
Sandro Luis López Olmos (ur. 26 października 1967 w Rosario) – argentyński judoka i zapaśnik. Trzykrotny olimpijczyk w zawodach judo. Zajął dziewiętnaste na turnieju w Seulu 1988; siedemnaste w Barcelonie 1992 i dwudzieste pierwsze w Pekinie 2008.
Mistrz panamerykański z 1988 i wicemistrz Ameryki Południowej z 2008 roku w judo.
W zapasach zajął dziewiąte miejsce na mistrzostwach panamerykańskich w 2011. Zdobył cztery medale igrzysk Ameryki Południowej w 1990 i 2010 oraz dwa mistrzostwa Ameryki Południowej w 1990 roku.